# Oriental Pearl Tower

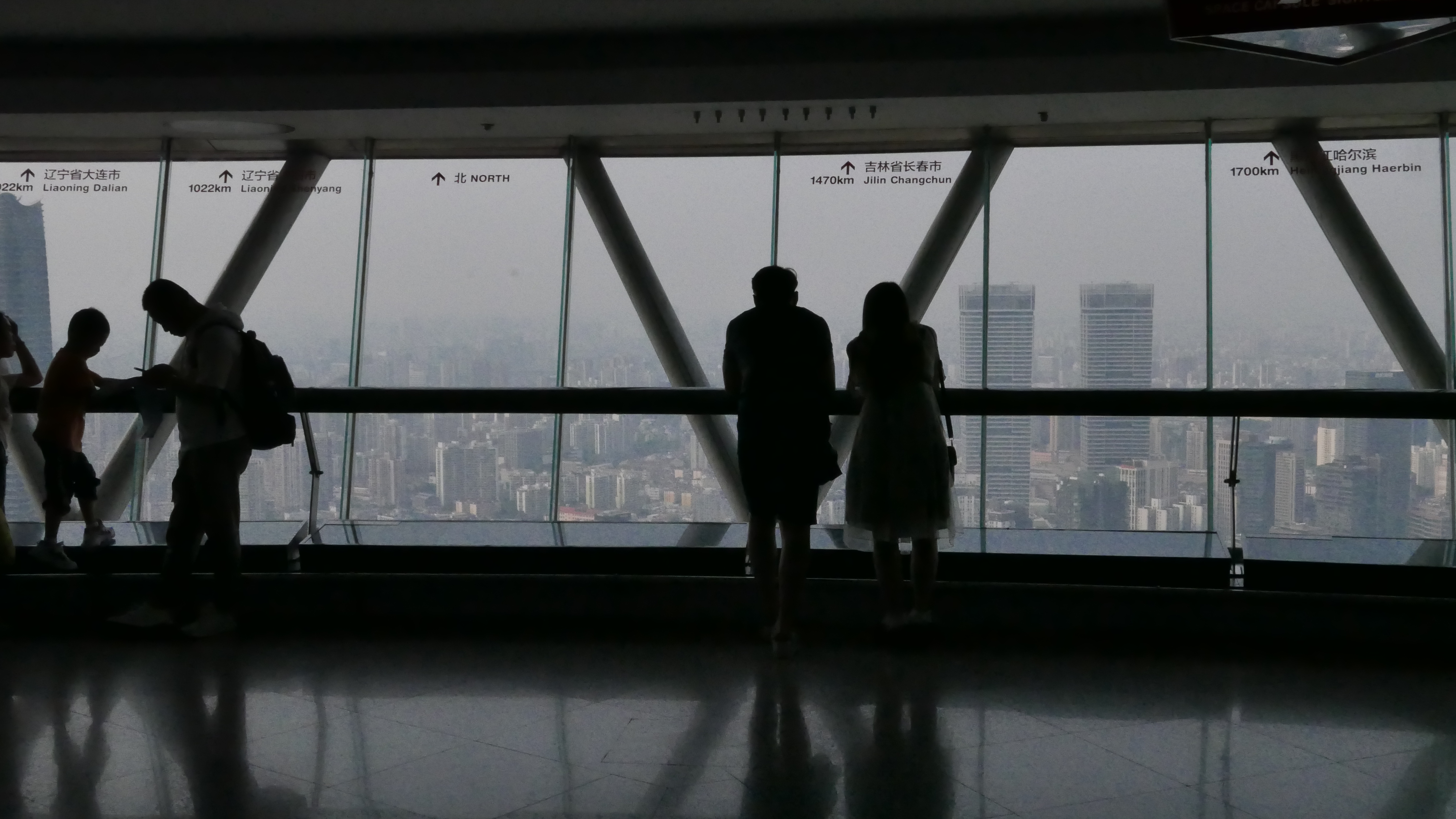
Vista dal sightseeing floor.

L'Oriental Pearl Tower (东方明珠塔 pinyin: Dōngfāng Míngzhūtǎ) è una torre televisiva di Shanghai.
L'Oriental Pearl Tower è situato all'estremità di Lujiazui, nel distretto di Pudong, al lato del fiume Huangpu, di fronte al Bund di Shanghai. L'idea del disegno dell'edificio è basata su un poema della dinastia Tang, sull'evocativo suono prodotto dal liuto.
La torre è stata progettata da Jia Huan Cheng della Shanghai Modern Architectural Design Co. Ltd. La costruzione iniziò nel 1991 e venne completata nel 1995. Alta 468 metri, rappresenta la quarta torre più alta d'Asia dopo la Tokyo Sky Tree, Shanghai Tower e la Canton Tower, e inoltre è la quarta torre, di telecomunicazioni, più alta del mondo, dopo la CN Tower.
L'Oriental Pearl Tower fa parte della World Federation of Great Towers.

## Struttura della torre
La torre è composta da 5 sfere. La più grande ha un diametro di 50 metri, invece, la seconda più piccola, situata più in alto rispetto alla prima, ha un diametro di 45 metri. Sono collegate da 3 colonne, ognuna con un diametro di 9 metri. La sfera più piccola, situata in cima, ha un diametro di 14 metri.
La torre possiede tre livelli per l'osservazione. Il più alto dal suolo (Space Module) è situato a 350 metri. Gli altri due più bassi sono situati rispettivamente a 263 metri (Sightseeing Floor, un balcone panoramico con pavimento di vetro e chiuso al pubblico nei casi di forte vento) e a 90 metri (Space City). A 267 metri c'è il ristorante rotante. Il progetto contiene anche spazi espositivi, ristoranti e centri commerciali. C'è anche un albergo, Space Hotel, con 20 camere, tra le due grandi sfere.
Un'antenna estende l'edificio di altri 118 metri e trasmette programmi radio e televisivi.

## Altri dati
Nella base della torre si trova il Museo di Storia della città ed è in costruzione un parco dedicate al futuro. La Pearl Tower attrae, ogni anno, tre milioni di visitatori.
Il fiume che scorre ai piedi della torre è attraversato da due ponti che vengono definiti dai cinesi "i due draghi che giocano con la perla".

## Altri progetti

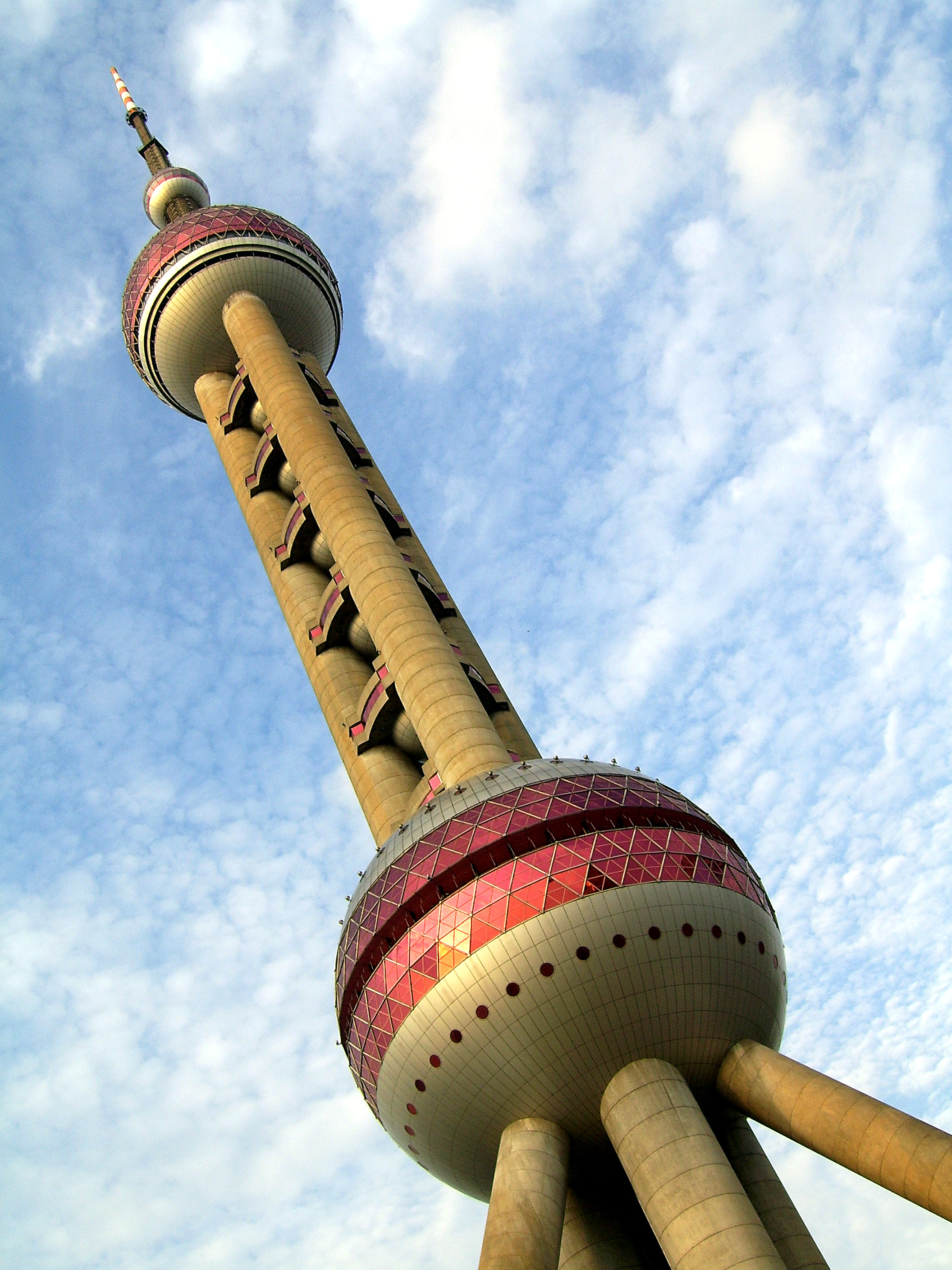
La Perla d'oriente (vista dal basso).

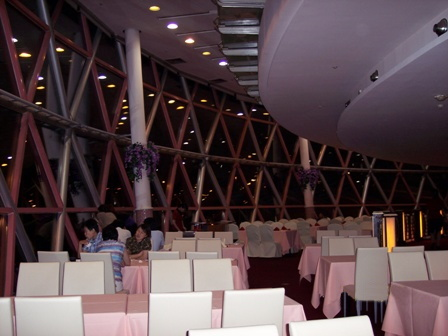
Il ristorante rotante all'interno della seconda sfera più grande.